# Ulrich Neuenhausen

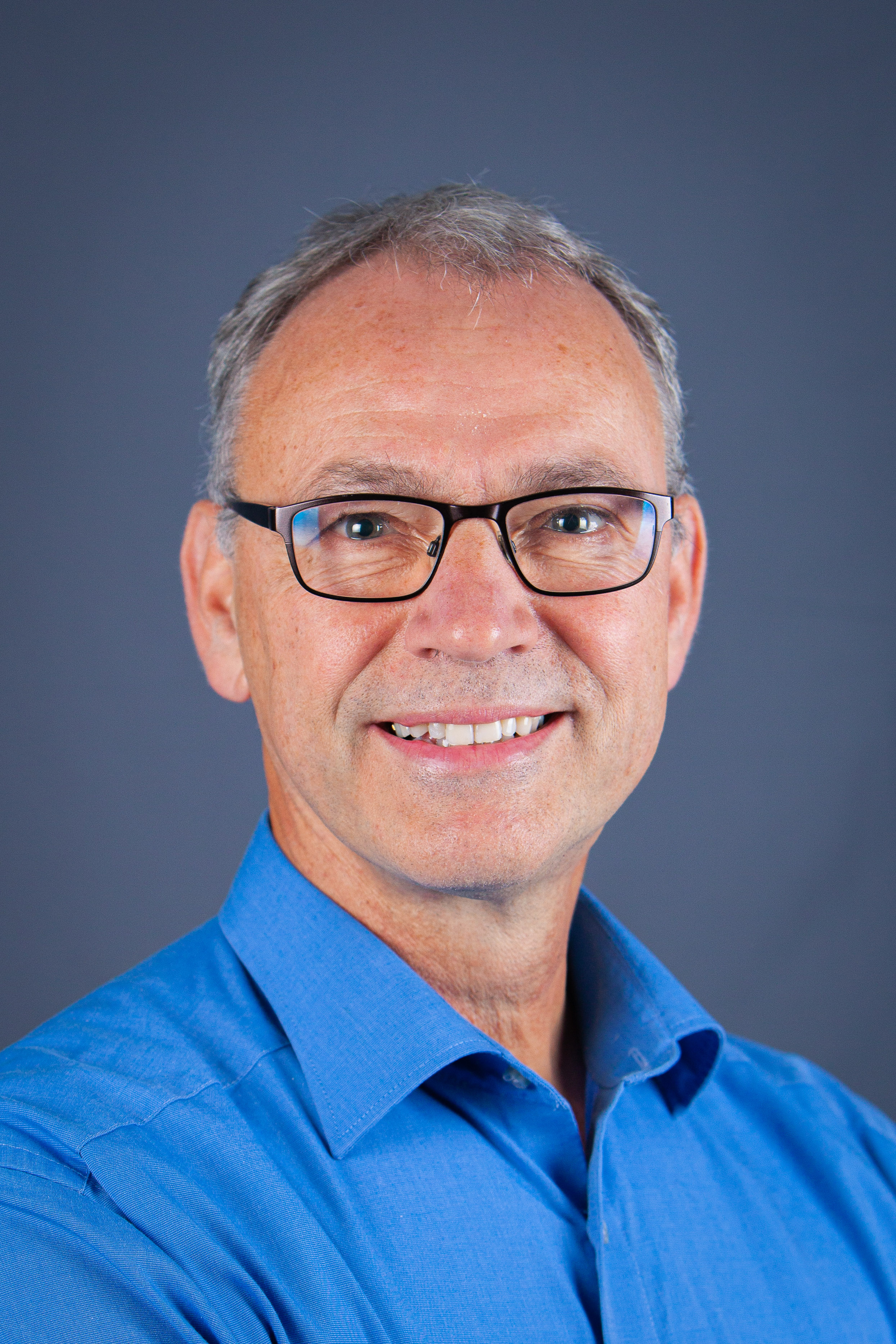
Ulrich Neuenhausen (2021)

Ulrich Neuenhausen (* 16. Juni 1962) ist ein evangelischer Theologe, Autor und Leiter des Forum Wiedenest e.V. (ehemals „Missionshaus Bibelschule Wiedenest“).

## Leben
Neuenhausen studierte Agraringenieurwesen. Anschließend studierte er an der Biblisch-Theologische Akademie Wiedenest und arbeitete danach einige Jahre in Pakistan in einem Landwirtschaftsprojekt. Danach studierte er Theologie an der FTA (heute FTH) Gießen. 1998 wurde er als Dozent für Neues Testament an die Bibelschule Wiedenest (heute Biblisch-Theologische Akademie Wiedenest) berufen, die er ab 2002 auch leitete. 2010 wechselte er in die Leitung des Gesamtwerks Forum Wiedenest, zu dem auch die Biblisch-Theologische Akademie gehört. Neuenhausen ist verheiratet und hat mit seiner Frau vier Kinder.

## Ehrenämter
Neuenhausen ist Leiter des Arbeitskreises Islam der Deutschen Evangelischen Allianz und Vorsitzender des Vereins Konferenz Bibeltreuer Ausbildungsstätten e. V.

## Veröffentlichungen
- Die Bodennutzungssysteme der Hochgebirgslagen Nord-Pakistans und ihre Entwicklung (Diplomarbeit), Kassel 1998
- Phänomen Weltreligionen: Fragen, Fakten, Antworten. Christliche Verlagsgesellschaft, Dillenburg 2005, ²2009 ISBN 978-3-89436-847-0 und ISBN 978-3-89436-454-0
- Anbetung ist Lebensstil: für die Schriftlegung überarbeitete Referate der Wiedenester Konferenz im Juli 2004. jota Publikationen, Hammerbrücke 2005, ISBN 978-3-935707-31-2
- L'abc des croyances. Ourania, Romanel (CH) 2009, ISBN 978-2-940335-24-4
- Die Offenbarung: Das Buch das glücklich macht. Eine Lese- und Glaubenshilfe zum letzten Buch der Bibel. pulsMedien, Frankenthal 2011, ISBN 978-3-939577-12-6